# 픽사 렌더맨
렌더맨(RenderMan, 이전 명칭: PhotoRealistic RenderMan)은 픽사에서 제작한 독점적인 실사 3D 렌더링 소프트웨어이다. 렌더맨은 픽사에서 자체 3D 애니메이션 영화 제작물을 모두 렌더링할 때 사용되며 제3자에게 라이선스가 부여되는 상용 제품으로도 제공됐다.
2014년 5월 30일 픽사는 2014년 8월에 다운로드할 수 있는 렌더맨의 비상업적인 무료 버전을 제공할 것이라고 발표했었다. 이 제품의 출시는 2015년 초로 연기되었었다. 2015년 3월 이후 렌더맨은 비영리 용도를 전제로 무료로 제공되는데, RIS(RenderMan Interface Specification)나 RSL를 통해 깊이 있는 기술에 접근할 수도 있다.
한편 에이큐시스(Aqsis.org)는 오픈 렌더맨(open RenderMan)을 공개하고 있다.

## 기술
렌더맨은 RIS을 사용하여 카메라, 기하학, 재질 및 조명을 정의한다. 이 사양은 3D 모델링 및 애니메이션 응용 프로그램과 고품질 이미지를 생성하는 렌더링 엔진 간의 통신을 용이하게 한다. 또한 렌더맨은 질감 무늬를 정의하기 위해 RSL 및 OSL(Open Shading Language)를 지원한다.
역사적으로 렌더맨은 레이즈 알고리즘을 사용하여 광선 추적 및 전역 조명과 같은 고급 효과를 지원하는 이미지를 렌더링한다. Reyes 렌더링 및 렌더맨 쉐이딩 언어에 대한 지원은 렌더맨에서 2016년에 제거되었다.
렌더맨은 현재 몬테카를로 경로 추적을 사용하여 이미지를 생성한다.

## 같이 보기
- OpenEXR
- 소니의 렌더링 공개 기술
- 인더스트리얼 라이트 & 매직(ILM)